# Engrade
A Engrade é uma localidade costeira portuguesa da freguesia da Piedade, concelho da Lajes do Pico, ilha do Pico, arquipélago dos Açores.
Este povoado encontra-se próximo ao povoado do Biscoitos Queimado e está na origem da denominação atribuída à Baía da Engrade.